# The World Ends with You
The World Ends with You (conocido en Japón como It's a Wonderful World) (すばらしきこのせかい Subarashiki Kono Sekai - It's a Wonderful World) es un videojuego de rol de acción desarrollado por el equipo de Kingdom Hearts (Square Enix) y Jupiter para la consola portátil Nintendo DS. Fue lanzado en Japón en julio de 2007, y en Europa y Norteamérica en abril de 2008. El desarrollo se inspiró en elementos del juego anterior de Jupiter (Kingdom Hearts: Chain of Memories).
En el juego, Neku Sakuraba y sus aliados se ven obligados a participar en un juego que determinará su destino. El sistema de batalla utiliza muchas de las características únicas de la Nintendo DS, incluido el combate que tiene lugar en ambas pantallas, y los ataques realizados mediante ciertos movimientos en la pantalla táctil o gritando en el micrófono. Elementos de la cultura juvenil japonesa, como la moda, la comida, y los teléfonos móviles, son aspectos clave de las misiones.
El juego recibió críticas positivas, las cuales elogiaron los gráficos, la banda sonora, y la integración de la jugabilidad en el entorno de Shibuya. Las pocas quejas comunes estaban relacionadas con la curva de aprendizaje empinada del sistema de batalla así como con los controles imprecisos de la pantalla táctil. En la semana de su lanzamiento, el juego fue el segundo título de Nintendo DS más vendido en Japón, y el título de Nintendo DS más vendido en Norteamérica.
Una versión mejorada del juego llamada The World Ends With You -Solo Remix- fue lanzada el 27 de agosto del 2012 para dispositivos iOS y casi dos años después del lanzamiento de dicha versión, se lanzó la homónima para Android, sin el subtítulo de "Solo Remix".
La versión definitiva del juego llamada The World Ends With You -Final Remix- fue anunciada en exclusiva para la videoconsola Nintendo Switch, y se estrenó a finales de 2018. Se incluyeron nuevas funciones para adaptarse a los joy-con y un nuevo escenario.
Una adaptación de la serie de televisión de anime de Square Enix, Domerica y Shin-Ei Animation fue emitida desde el 10 de abril hasta el 26 de junio del año 2021. Una secuela, NEO: The World Ends with You, se ha lanzado el 27 de julio de 2021 para Nintendo Switch y PlayStation 4 y el 28 de septiembre del mismo año para Windows.

## Ambientación
El juego se desarrolla en el distrito comercial de Shibuya, en Tokio. Mientras la vida continúa como de costumbre en el mundo real (llamado Realground, RG o MR), unos pocos elegidos de entre los muertos son transportados a un universo paralelo llamado Underground (UG) o Submundo (SM). Es en este plano de existencia dónde tiene lugar el juego en el que participan los protagonistas: el Juego de los Reapers.
El premio por ganar el juego es ser devuelto a la vida o ascender a un cargo de más poder en el mundo de los espíritus, y para poder participar como jugadores, los muertos deben entregar su posesión más preciada. La mayor parte de los jugadores que eligen permanecer en el mundo de los espíritus tras ganar, se convierten en Reapers, los oponentes de los jugadores en el Juego de los Reapers. 
Cada juego, de una semana de duración, tiene como fin juzgar el valor moral de la humanidad en su conjunto. Los habitantes del MR no pueden ver a los jugadores en el SM, sin embargo, estos últimos no solo pueden verles, sino que además pueden leer sus pensamientos y en ocasiones incluso modificarlos. 
Los sentimientos negativos de los vivos atraen a unas criaturas del SM llamadas Noise (en castellano "ruido"). Para avanzar en el juego, a los jugadores se les pide frecuentemente que se enfrenten a estas criaturas y las "borren". Sin embargo, cada ruido existe en dos "zonas" de manera simultánea, y solo puede ser derrotado si hay un jugador luchando contra él en cada zona. Por este motivo, los jugadores deben ir en parejas, que se forman mediante un pacto.
Los jugadores reciben misiones a través de mensajes enviados a sus teléfonos móviles. Una vez recibido unos de estos mensajes, aparece un contador en la mano derecha de cada jugador, indicando el tiempo del que disponen para finalizar la misión. Al finalizar una misión, los jugadores son dormidos hasta el día siguiente para recibir una nueva misión.

## Personajes

### Principales
- Neku Sakuraba (桜庭 音操 Sakuraba Neku?,  ネク Neku), él es un adolescente con una actitud asocial, que afirma con frecuencia que "no entiende a la gente" y rara vez interactúa con otras personas. Él simplemente prefiere estar ignorando a las personas y escuchar música en sus auriculares; porque dice que no le gustan las personas y que nada más lo estorban. Cuando estaba en vida, lo más que le gustaba era ver un mural o grafiti del diseñador CAT en la zona de Udagawa, en Shibuya. Llega al Juego de los Reapers tras haber sido asesinado en el mundo real por Sho Minamimoto. Para entrar por primera vez al juego tuvo que dar sus recuerdos como pase al juego, mientras que en la segunda vez tuvo que dar a Shiki como cuota. La tercera y última vez su entrada fueron todos los jugadores. Durante la historia, Neku va mejorando como persona, ya que aprende a trabajar en equipo, convivir con más personas y a tener amigos.

- Shiki Misaki (美咲 四季 Misaki Shiki?,  シキ Shiki), primera compañera de Neku en la primera semana del Juego de los Reapers. Una chica que le encanta confeccionar ropa y para hacer muñecos de peluche. Tiene un peluche de gato al que llama "Mr. Mew" (Señor Miau), que según Neku, parece un cerdito en vez de gato. Cuando estaba viva, tenía muy baja autoestima y creía que era una inútil. Se hace amiga de una chica llamada Eri, que la convence de que la ayude para crear ropa y ambas se conviertan en diseñadoras famosas algún día. Poco después, Shiki comienza a tener celos de Eri, ya que según Shiki, Eri es todo lo que ella quiere ser. Después de una discusión con Eri, Shiki muere en un accidente. Toma la forma de su mejor amiga para entrar al Juego de los Reapers, ya que el precio que pagó para tomar parte en el juego fue su apariencia física. Al final entiende que no necesita ser alguien más para ser feliz.

- Yoshiya Kiryu (桐生 義弥 Kiryū Yoshiya?), un joven inteligente y algo enigmático que prefiere que le llamen Joshua (ヨシュア Yoshua?). Durante la historia se descubre que él es el compositor que gobierna Shibuya. Comienza a detestar todo lo que hay en Shibuya, en especial a las personas, por lo que decide destruirla para empezar de cero. Pero se le opone Megumi Kitaniji alegando que no puede hacer eso. Al final, los dos acuerdan decidir el destino de Shibuya en el Juego de los Reapers. Si Megumi gana, Shibuya no es destruida, pero si gana el compositor, todo se acaba. Ya que al principio el no puede participar en el Juego de los Reapers, busca a un humano que lo represente en este, por lo que "mata" a Neku en el mundo real para que este sea su representante en el Juego de los Reapers. Al final, la influencia de Neku hace que Joshua no destruya Shibuya.

- Daisukenojo Bito (尾藤 大輔之丞 Bitō Daisukenojō?), un chico que se hace llamar Beat (ビイト Bīto?). Él es el tercer y último compañero de Neku en su tercera semana en el Juego de los Reapers. Para jugar junto a Neku, tuvo que dar como cuota un pin que contenía el alma de su hermana. Al principio, es un jugador que llegó al juego porque murió atropellado junto con su hermana en el mundo real. Esto ocurrió porque discutió con sus padres, los cuales lo presionaban mucho, se marchó de su casa y su hermana Rhyme lo siguió. Un automóvil iba a atropellar a Rhyme, por lo que Beat saltó hacia ella tratando de salvarla, pero no pudo. La cuota de Beat para entrar por primera vez al Juego de los Reapers fueron los recuerdos que tenía su hermana sobre él. En el juego se hace compañero de su hermana en la primera semana, pero esta muere al salvarlo de un "ruido" en el cuarto día. Ya que sin compañero no puede pelear contra un "ruido", Beat se hizo una presa fácil para estos, pero lo ayuda Sanae Hanekoma, ocultándolo hasta que se acabe el juego. Al final de la primera semana le pide a Megumi Kitaniji que lo deje ser un reaper y este lo deja hacerlo. Beat hace esto para intentar encontrar la manera de devolver la vida a su hermana pequeña. Es muy energético e impaciente. Suele sufrir ataques nerviosos. Molesta a Neku diciéndole "auriculares" (o "cascos" en España). Le gusta el skate. Dice que no tiene un sueño y que su hermana Rhyme es todo para él.

- Raimu Bito (尾藤 来夢 Bitō Raimu?), a la que llaman Rhyme (ライム Raimu?), es una chica que es la compañera de Beat en el Juego de los Reapers durante la primera semana y también su hermana menor. En el mundo real, ella se escapa junto con Beat de su casa, pero al ser atropellados por un automóvil en el túnel que va al parque Mirashita, mueren y llegan a ser parte del Juego de los Reapers. Ella vuelve a morir durante el juego para salvar a su hermano del ataque de unos ruido, pero Hanekoma obtuvo su alma y la selló en un pin. Después de eso, Beat pacta con el pin para seguir vivo. Ella dice que no tiene ningún sueño, pero cuando mira a Beat ella piensa: "sigue adelante, porque algún día ese sueño me encontrara". Siempre le decía a Beat "Sé que tienes un sueño. Simplemente, no lo has descubierto". El objeto más importante para ella es un colgante que tiene forma de campana, un regalo de su hermano mayor. Beat decía que ella siempre tenía un refrán a mano.

### Antagonistas
- Megumi Kitaniji, es el director del juego y el líder de los Reapers. Leal sirviente del compositor, es capaz de detener el tiempo y acabar con sus enemigos instantáneamente. Él se entera de que el compositor planea borrar toda Shibuya para volver a crearla desde cero y trata de evitar que lo haga mediante el Juego de los Reapers. El quiere eliminar las diferencias entre las personas para que estas piensen igual y así crear un paraíso, esto lo hizo para que el compositor no borrará toda Shibuya. El compositor le dio un mes a Megumi para que este lo derrotará, sino seria borrado. Por desgracia no pudo ya que al final fue derrotado por Neku y se le había acabado el tiempo límite que tenía. Tiene el cabello largo, usa una especie de traje de vestir y lentes de sol. Beat lo llama "sombrio".

- Higashizawa, es el primer Game máster del juego reaper que enfrenta Neku. No se sabe mucho de él, es un hombre que le gusta alimentarse de los sentimientos negativos de las personas de Shibuya, ya que él dice que son "los mejores ingredientes" para una buena "comida". Lo que más le gustaba eran los sentimientos de envidia que tenía Shiki al principio de la historia por Eri. Al final es derrotado por Neku y Shiki.

- Sho Minamimoto (南師 猩 Minamimoto Shō?,  ミナミモト Minamimoto), es el segundo Game master del juego reaper que enfrenta Neku. Es un oficial reaper muy excéntrico, un genio desquiciado que está obsesionado con los problemas matemáticos. Para pelear invocaba ruidos prohibidos (conocidos como los Taboo Noises). Durante una pelea contra Neku y Joshua, provocó una explosión donde él pareció haber muerto, pero sobrevivió ya que su cuerpo fue consumido por los ruidos prohibidos. A cambio de eso, consiguió el poder de un dios. Durante el transcurso de la historia intenta suplantar al Compositor. Primero trata de matar al compositor en el mundo real sin éxito y después se hace aliado de Konishi. Al final el compositor lo elimina. Neku le dice "El 3.14" por su locura por los números.

- Mitsuki Konishi, es la tercera Game Master del juego reaper que enfrenta Neku. Ella es mejor conocida como "la dama de hierro". Es una mujer muy calculadora y fría. Domina las sombras e ilusiones. Para que Neku y Beat no la encontraran, esta se ocultó en la sombra de Beat. Konishi quiere ser la nueva directora, sin importar el precio. Para eso hace un trato con Minamimoto, ella no borra a él con la condición de que cuando Minamimoto sea compositor, la haga directora y el acepta. Ella traiciona al compositor porque simplemente se junta con las personas que más le convienen. Considera a todo el mundo como herramientas para que ella las use. Al final es derrotada por Neku y Beat. Tiene el cabello rubio, usa lentes y un vestido llamativo.

### Secundarios
- Sanae Hanekoma (羽狛 早苗 Hanekoma Sanae?,  ハネコマ Hanekoma), es un ángel que ayuda a los jugadores del juego reaper. Nació el 3 de marzo, su signo zodiacal es piscis y es dueño de un café en Cat street, en Shibuya. Él es un diseñador muy popular en Shibuya, pero usa el seudónimo de CAT, ya que quiere mantener eso en secreto. Él evitó que Neku matara a Shiki y los ayudó a los dos explicándoles un poco más del juego reaper. Conoce a Joshua desde hace tiempo y guarda muchos secretos sobre su relación con el Juego de los Reapers.

- Uzuki Yashiro, es una reaper que aparece desde el principio de la historia del juego, es la compañera caradura y cerrada de Kariya. Ella posee muy mal carácter, poca paciencia, aunque es muy fuerte al pelear. Ella se esfuerza mucho para tener un ascenso en su trabajo, porque quiere que todos los reaper´s sean tratados iguales. Tiene cabello corto y de tono violeta.

- Koki Kariya, es un reaper que aparece desde el principio de la historia del juego, es el desmotivado compañero de Uzuki. Es un hombre paciente y justo cuando se trata de seguir las reglas durante el juego reaper. A él lo iban a nombrar oficial reaper, pero se negó porque le parecía aburrido. Lo que más le gusta es andar por las calles de Shibuya. Es pelirrojo y usa lentes. Beat lo llama "el paletitas".

- Eiji Ouji, también es conocido como "El príncipe de Ennui". Es la última super estrella o "idol"(ídolo) de Shibuya. Su lema es "todo me da igual". Se hizo famoso por su blog "F a todo" que tiene más de 100,000 visitas diarias.

- Shuto Dan, se hace llamar "shooter" y es experto en el juego más popular de Shibuya el "Tin pin slammer", famoso por la serie de televisión "slammurai". Ayuda a Neku durante una misión para que aprenda a jugar Tin pin slammer.

- Sota y Nao, son un hombre y una mujer respectivamente, que también son jugadores del Juego de los Reapers. Ellos pertenecen a la tribu urbana de origen japonés llamada "Ganguro". Ayudan a Neku y Joshua al completar una misión que consistía en ganar un torneo de tin pin slammer. Poco después ellos ayudan a Neku dándole algunos consejos útiles. Son asesinados por unos ruidos prohibidos.

Además del Composer (en castellano, compositor) y el Conductor (director), hay otros Reapers de alto rango. Cada semana el Conductor asigna un Game Master para que lidere la oposición a los jugadores. Los Reapers participan en el juego con el objetivo de obtener puntos para ascender a la más alta categoría de existencia espiritual, los Ángeles. Los Ángeles supervisan el Juego de los Reapers, y en caso de que haya mucho en juego pueden elegir enviar a uno de los suyos para que ejerza la función de Productor. Durante las tres semanas que dura el juego, el Productor siempre es Sanae Hanekoma, haciéndose pasar por el dueño de una cafetería en Shibuya y guiando a los nuevos jugadores, y narra los Informes Secretos (Secret Reports) que se consiguen completando misiones adicionales una vez terminado el juego.

## Historia
El juego sigue a Neku durante las tres semanas en las que el participa en el Juego de los Reapers junto a Shiki, Joshua y Beat. Al principio, Neku está confuso: no recuerda cómo murió ni cómo llegó al SM. A medida que entabla amistad con sus compañeros y empieza a conocer las reglas del juego, Neku comienza a recordar detalles de su muerte.
Durante la primera semana, entabla amistad con Shiki, y más tarde con Beat y Rhyme. Juntos, empiezan a descubrir las reglas del Juego de los Reapers y colaboran entre sí para superar las misiones. Durante una misión, Rhyme es borrada del juego por un Ruido, viéndose también en la parte superior como es atropellada por un coche. Tras esto, Beat es llevado con Hanekoma y no se vuelve a saber más de él. Pasada la primera semana, solo a Shiki se le permite volver a la vida, y promete encontrarse con Neku en la estatua de Hachikō.
Para volver a la vida, decide volver a participar en el Juego. Sin embargo, Shiki ha pasado a convertirse en lo que Neku más valora, y es retenida cómo pago por la participación de Neku en la siguiente semana de juego. En esta semana entabla amistad con Joshua, el cual le revela a Neku que su objetivo durante el Juego de los Reapers es buscar el río de Shibuya. Sin embargo, dado que ahora su pago por el juego ya no son sus recuerdos, empieza a recordar retazos de lo sucedido, viendo como Joshua le disparó. Durante esta semana, descubren también que Beat se ha unido al bando de los Reapers, llevando consigo siempre un pin al que trata como un tesoro. Al final de la segunda semana, Joshua aparentemente se sacrifica para salvar a Neku de una bomba creada por Minamimoto. 
Debido a que Neku y Joshua hicieron trampa o no respetaron con algún otro método las reglas del juego, su partida se considera nula, y Neku debe repetirlo participando en el juego una vez más. Esta vez, el pago por su participación son todos los demás jugadores, por lo que Neku no puede formar ningún pacto para enfrentarse a los Ruidos y parece condenado al fracaso. Sin embargo, Beat decide abandonar a los Reapers y unirse a Neku durante la tercera semana de juego. Neku y Beat descubren que los Reapers y la población de Shibuya llevan unos pines de color rojo que hacen que tengan los mismos pensamientos. Sin misiones que completar, se aventuran en el legendario río de Shibuya, que Joshua había estado buscando durante la segunda semana. En el río se encuentran con Megumi Kitaniji (北虹 寵 Kitaniji Megumi?,  キタニジ Kitaniji), el Director. Kitaniji les explica que creó los pines en un intento de rehacer Shibuya, después de que el compositor le retase a ello; si fracasa, todo Shibuya será borrado. En ese momento Joshua reaparece para revelar que él es el Compositor, y devuelve a Neku el recuerdo de su muerte. Se descubre entonces que fue Joshua quién disparó a Neku para poder elegirle como representante en el reto que le propuso a Kitaniji. Minamimoto, que quería suplantar a Joshua como Compositor, estaba intentando matarle, ya que en su forma humana era mortal. Tras haber fracasado en el intento de vencer a Neku utilizando a sus amigos en su contra, Joshua propone a Neku un último reto: disparar a Joshua para determinar el destino de Shibuya. Neku se encuentra demasiado confuso para tomar una decisión, y finalmente Joshua le dispara. Acto seguido, Neku aparece una vez más en el cruce de caminos de Shibuya.
Los créditos del juego muestran escenas que tienen lugar siete días después. Neku se encuentra con Beat, Rhyme y Shiki (en su verdadero cuerpo) al lado de la estatua de Hachikō, indicando que tanto Neku como sus amigos han vuelto por fin al MR. Los Informes Secretos que se pueden obtener completando misiones adicionales una vez terminado el juego muestran que Joshua, al ver un cambio en la personalidad de Neku a lo largo del juego, decide no destruir Shibuya, considerándolo ahora un lugar óptimo.

## Adaptación del Anime
Se reveló una adaptación de anime con un sitio web teaser el 25 de junio de 2020 y se anunció oficialmente el 3 de julio de 2020 como The World Ends with You: The Animation . Se estrenará en todo el mundo en 2021 a través de Funimation , así como el bloque Super Animeism en MBS y TBS . 
El anime es una producción conjunta entre Square Enix, Domerica y Shin-Ei Animation . La serie de anime está dirigida por Kazuya Ichikawa con un guión adaptado del juego por Midori Gotou. Tetsuya Nomura y Gen Kobayashi están diseñando los personajes, y Takeharu Ishimoto está componiendo la música de la serie. 
El productor del juego Tomohiko Hirano y el director Tatsuya Kando están supervisando. Según Kando, siempre hubo la intención de crear una serie de anime a partir del juego, pero no hubo tiempo ni presupuesto en el momento del lanzamiento del juego. Una vista previa del primer episodio del anime se mostró el 18 de septiembre junto con anuncios de campañas en línea para promover la serie.  
Como había pasado más de una década desde el lanzamiento del juego hasta la transmisión del anime, algunos de los elementos del juego se habían modernizado para la serie de anime, como el uso de teléfonos inteligentes en lugar de los teléfonos celulares estilo flip anteriores.

## Modo de juego
The World Ends with You es un videojuego de rol de acción dividido en tres capítulos, uno por cada semana que Neku participa en el Juego de los Reapers. Cada capítulo está además dividido en siete partes, correspondientes a cada uno de los días de la semana.
El jugador controla a Neku y su compañeros mientras exploran Shibuya con el fin de completar la misión de cada día. Cada misión tiene un límite de tiempo para todos los Jugadores del Juego de los Reapers.
Shibuya está dividida en numerosos distritos, algunos de los cuales solo son accesibles durante ciertos días, o están bloqueados por un muro que solo puede franquearse satisfaciendo las peticiones del Reaper que lo custodia, como borrar una cantidad de Ruido determinada, llevar ropa de alguna marca concreta o entregar determinado objeto.
Neku puede escanear un área activando un pin especial. Al hacerlo, se mostrarán los pensamientos de los personajes no jugadores que se encuentran en el MR y los memes, que pueden ayudar a progresar en el juego.
También aparecerán símbolos de Ruido, flotando aleatoriamente por la zona o concentrados alrededor de un personaje concreto. Para iniciar una batalla, el jugador debe tocar uno o varios de estos símbolos y cada símbolo constituirá una ronda de la batalla y el tipo de ruido que surgirá.
La selección de varios símbolos da lugar a una batalla de varias rondas que aumenta gradualmente su nivel de dificultad con cada nueva ronda, a cambio de una mayor recompensa una vez finalizada. Modificar el nivel de dificultad del juego y la cantidad de vida de Neku también da lugar a cambios en las probabilidad de las recompensas.
Cada distrito tiene sus propias modas. Llevar pines o ropa de una determinada marca en un distrito hace que las características de los personajes varíen, aumentando o reduciéndose en función de si la marca es popular o no en ese distrito. El jugador puede comprar en las tiendas nuevos pines, ropa o comida. Esta última será gradualmente consumida durante las batallas para aumentar los atributos básicos del personaje de manera permanente y la cantidad máxima de comida que pueden ingerir se vaciará al día siguiente.
Una vez completado el juego, el jugador puede volver a jugar cualquier día a su elección manteniendo sus estadísticas e inventario. Es entonces cuándo pueden desbloquearse, completando en cada día de la historia algunas misiones especiales, los Informes Secretos, que contienen información sobre elementos del trasfondo de la historia. Además, una vez completado el juego, el jugador puede acceder a la opción Another Day, un día adicional con misiones que explican ciertos sucesos relacionados con la historia principal.
The World Ends with You contiene un minijuego llamado Tin Pin Slammer (o Marble Slash) que puede jugarse contra hasta tres otros jugadores a través de la conexión inalámbrica de la Nintendo DS. Tin Pin Slammer es un juego similar a los juegos de canicas en el que cada participante intenta, utilizando sus pines, empujar los de los otros jugadores fuera del tablero. 

### Pines
The World Ends with You tiene psych pins, unas insignias decorativas que poseen ciertos poderes de los que Neku puede hacer uso. Los psych pins pueden usarse en combate, en el "Tin Pin Slammer/Marble Slash", o cambiarse por ropa o dinero. La mayor parte de los pines mejoran sus características a medida que el jugador acumula Puntos Pin (PP), y algunos pueden incluso "evolucionar", convirtiéndose en insignias de mayor poder. Los Puntos Pin suelen ganarse mediante batallas, pero también se pueden conseguir interactuando con otros jugadores de DS o permaneciendo sin jugar durante un período (MAX: 7 días). La forma en que se consiguen los Puntos Pin puede afectar a la evolución de los pines.

### Batallas
El sistema de combate del juego se llama Stride Cross Battle System. Tiene lugar en ambas pantallas de la DS a la vez. Neku aparece en la pantalla táctil y su compañero en la pantalla superior, representando las dos zonas en las que existe el Ruido. Ambos personajes se enfrentan a los mismos enemigos simultáneamente. Neku y su compañero comparten la misma barra de vida, por lo tanto incluso si uno de los personajes no recibe daño es posible fracasar en el combate si el otro recibe demasiado. Una chispa verde (llamada en el juego light puck) irá saltando de un personaje a otro a lo largo del combate. Cuándo un personaje está en posesión de esta, el daño que inflige se verá incrementado. El tiempo que el light puck permanece en cada personaje está determinado por el valor de sincronización de los personajes (en el juego sync ratio): cuánto más alto sea éste, más tiempo permanecerá la chispa en ese personaje. El jugador puede equipar a los personajes con objetos que aumenten este valor.
El jugador controla a Neku mediante movimientos del stylus en la pantalla táctil de la DS. Estos movimientos y sus efectos varían en función de los pines que Neku lleve en ese momento. Cada pin puede utilizarse un número determinado de veces antes de quedar inactivo durante un período. Al inicio del juego, Neku solo puede llevar dos pines, pero este número irá incrementando hasta un máximo de seis durante el transcurso de la historia.
El compañero de Neku, en la pantalla superior, puede ser controlado tanto por el jugador como por el juego en sí. Cada uno de los compañeros de Neku se maneja por medio de un juego de cartas. Cuando se selecciona una carta el personaje lleva a cabo un ataque, si además la carta seleccionada es correcta, el jugador recibe una estrella. Una vez que se han acumulado las estrellas necesarias, el jugador puede utilizar un ataque especial que afecta a todos los enemigos. Este ataque se activa tocando con el lápiz táctil un pin que aparece en la parte superior derecha de la pantalla. El jugador también puede hacer esquivar al compañero de Neku.

### Solo Remix
La versión Solo Remix del juego para plataformas iOS y Android mantiene muchas características del juego original, pero modifica el sistema de combate para una sola pantalla. En iOS se lanzó el 27 de agosto de 2012 y en Android el 6 de junio de 2014. Neku y su compañero pelean en la misma pantalla. El jugador no tiene control directo de su compañero, pero todavía se usa la chispa verde entre ambos. Mientras los dos ataquen el medidor de fusión incrementara y eventualmente revelará el botón de ataque especial. Una vez tocado, el jugador entra en un minijuego que comparte similitudes con el sistema de juego de cartas de la versión del DS; por ejemplo, con Shiki, al jugador le muestran las caras de varias cartas y luego debe emparejarlas lo más rápido posible. El grado de efectividad que tengamos en el minijuego influirá el subsecuente ataque especial.
En adición en los cambios de combate, Solo Remix incluye Sprites redibujados en alta definición y está optimizado para la Retina Display de los dispositivos iOS y Android. La banda sonora original y los remix adicionales de este están incluidos. Se añadieron funciones inalámbricas y sociales. El juego Tin Pin Slammer puede ser jugado con otros jugadores de manera inalámbrica, y el juego puede conectarse con las aplicaciones sociales del jugador para mostrar Tuits (Twitter) o Actualizaciones de Estado (Facebook) como pensamientos de los NPC del juego.
Se detectó un problema en iOS que no funcionaba el juego de septiembre de 2014 en iOS 8, por lo cual fue retirado en febrero de 2015, pero ese problema no aparece en Android. Fue arreglado y de vuelto a iOS en junio de 2015

### Final Remix
Nintendo anunció en un nintendo direct el 10 de enero a las 10:00, el lanzamiento de The World Ends with You: Final Remix para la consola Nintendo Switch el 12 de octubre de 2018.
Este es una nueva revisión del juego original adaptado a las nuevas características de la consola de Nintendo.

## Secuela
Square Enix anunció NEO: The World Ends with You como una secuela del juego original, que se lanzará para PlayStation 4 y Nintendo Switch a mediados de 2021. El juego contará con un nuevo elenco de personajes que jugarán el Reaper's Game en Shibuya, pero ahora se presentará con gráficos tridimensionales para exploración y combate.

## Creación y diseño
En la creación de The World Ends with You intervino el mismo equipo que participó en la creación de Kingdom Hearts y la compañía Jupiter, compañía que tomo parte en la creación de Kingdom Hearts: Chain of Memories. Este proceso comenzó dos años y medio antes de la edición del juego en Japón, durante la creación de Kingdom Hearts II. En ese momento Nintendo ya había anunciado la producción de una nueva consola portátil, (la Nintendo DS), y Square Enix pidió al equipo que crease un juego específicamente para esta. El equipo creativo contaba con Tatsuya Kando (director), Tomohiro Hasegawa (codirector), Takeshi Arakawa (director de planificación), y Tetsuya Nomura (diseño de personajes). Inicialmente habían pensado en hacer una versión de Chain of Memories con el juego de cartas en la pantalla inferior, y un videojuego de rol de acción en la superior. Sin embargo, a medida que el proyecto avanzaba, decidieron que querían dar más uso a la pantalla táctil, y "crear un juego que sólo pudiese ser jugado en la DS". Para no centrar toda la acción en la pantalla táctil, idearon un sistema de batalla que hace uso de ambas pantallas.
El Active Encounter system, la capacidad del jugador de elegir cuándo y cómo iniciar un combate, se desarrolló específicamente para evitar el grind, tan común en la mayor parte de los videojuegos de rol. Aunque incluyeron la posibilidad de escanear los pensamientos de los personajes no jugadores, el equipo no consiguió integrar esta mecánica en el juego.
Además de crear un sistema de juego único, los diseñadores querían que la historia transcurriese en un emplazamiento real. Inicialmente se pensó en utilizar un gran número de lugares de varios países, reduciendo después el número a unas pocas ciudades por una cuestión pragmática. Finalmente, Kando decidió que Shibuya sería el principal escenario del juego, a pesar de la posibilidad de que esto alienase a los jugadores de fuera de Japón, a quiénes este distrito les resultaría poco familiar. El equipo sacó fotografías del distrito desde varios lugares para asegurarse de que la ciudad estuviese representada correctamente en el juego. Se mantuvo la distribución original del distrito, modificando solo los nombres de tiendas y edificios que tenían derechos de autor: el edificio 109, por ejemplo, fue renombrado 104 y al Starbucks en el cruce principal se le cambió el nombre a Outback Cafe. El éxito del juego ha llevado a los fanes a recorrer el distrito de Shibuya en busca de estos lugares. La elección de utilizar Shibuya como escenario principal llevó a la inclusión de otros elementos en el juego, como la comida, la ropa o los teléfonos móviles. El equipo pensó inicialmente en utilizar grafitos como fuente del poder de los personajes. Las dificultades para representar este concepto fueron lo que finalmente les llevó a crear los pines (psych pins).
El equipo decidió utilizar unos gráficos bidimensionales para diferenciarse de los demás títulos de Square Enix y representar mejor su visión del juego. El director de arte de los escenarios, Takayuki Ōdachi, opinaba que la utilización de un emplazamiento moderno haría demasiado aburridos los escenarios del juego, por lo que decidió utilizar imágenes de Shibuya angulares y sesgadas. Ōdachi también fue el responsable de diseñar los pines, inspirándose en el arte pop y los diseños tribales. 
Tetsuya Nomura y Gen Kobayashi fueron los encargados del diseño de los personajes principales. Kobayashi diseñó además la apariencia de los personajes no jugadores. El responsable del diseño de los Noise fue Hasegawa. Puesto que los Noise están relacionados con los sentimientos negativos, eligió criaturas que evocasen estos sentimientos, como lobos o cuervos. Para representarlos en el juego fue necesario dibujar los sprites 2D desde múltiples ángulos y realizar la animación mediante rotoscopiado.
Los desarrolladores querían, además de crear un clima de misterio, que el jugador se encontrase directamente en medio de la acción, sin explicaciones previas. Crearon un boceto inicial del argumento del juego y se lo entregaron al guionista Sachie Hirano y a Yukari Ishida, diseñador de escenarios, para que lo expandiesen. La versión que éstos les devolvieron era muy similar a la visión inicial para la historia del juego, pero aún quedaban muchos puntos por cubrir para conseguir que la historia avanzase de forma fluida. Incluso en los controles de calidad finales se descubrieron incongruencias en la historia que tuvieron que ser corregidas.
Square Enix tradujo el diálogo y la interfaz del juego al inglés y otros idiomas europeos (exceptuando el español, que fue traducido por fanes), pero mantuvo muchos de los elementos japoneses de la historia para evitar que se perdiese la cultura del juego. El título japonés del juego It's a Wonderful World (en castellano, "Es un mundo maravilloso"), no se utilizó fuera de Japón por problemas con los derechos de autor. Se sustituyeron algunos términos, como el de Shinigami, cambiándolo por Reapers. El 13 de septiembre de 2006, Square Enix anunció oficialmente la salida del juego al mercado, debutando dos semanas después en el Tokyo Game Show. El 5 de diciembre de 2007, Square Enix anunció que el juego llegaría a Australia y Europa en abril de 2008. Una edición especial del juego se vendió en Japón con la Nintendo DS Lite, cuándo esta salió al mercado. También se encargó a Shiro Amano la creación de un manga que resumiese en dos capítulos la historia del juego, publicado en la revista Monthly Shōnen Gangan. Tanto Tetsuya Nomura como Tatsuya Kando han dicho que les gustaría tener la oportunidad de realizar una secuela del juego.
Neku, Shiki, Joshua, Beat y Rhyme aparecen en el videojuego Kingdom Hearts 3D: Dream Drop Distance como NPC que son retados a hacer una tarea similar al Juego de los Reapers. Estos cameos son los primeros en Kingdom Hearts que no son de Personajes de Disney o de Final Fantasy.

### Banda sonora
La banda sonora de The World Ends with You fue compuesta y producida por Takeharu Ishimoto. Combina múltiples géneros, como el rock, el hip hop o la electrónica. Algunos de los artistas que participaron en la banda sonora fueron Jyongri, Sawa, Makiko Noda, Leah, Ayuko Tanaka, Mai Matsuda, Wakako, Hanaeryca, Cameron Strother, Andy Kinlay, Nulie Nurly, y Londell "Taz" Hicks. Los desarrolladores utilizaron Kyuseishu Sound Streamer de CRI Middleware, un algoritmo normalmente utilizado para las voces, para poder incluir una mayor cantidad de canciones en el juego. La banda sonora original del juego, すばらしきこのせかい ORIGINAL SOUNDTRACK (Subarashiki Kono Sekai Original Soundtrack?), fue editada el 22 de agosto de 2007 en Japón. Esta edición no incluye las cuatro canciones que aparecen en las versiones de fuera de Japón.
| The World Ends with You Original Soundtrack | |          |  |
| N.º                                         | Título                                                                                                | Duración |  |
| 1.                                          | «It's So Wonderful»                                                                                   | 1:39     |  |
| 2.                                          | «Twister» (interpretada por Sawa)                                                                     | 1:17     |  |
| 3.                                          | «Underground» (interpretada por Nulie Nurly)                                                          | 0:49     |  |
| 4.                                          | «Long Dream» (interpretada por Makiko Noda)                                                           | 3:12     |  |
| 5.                                          | «Calling» (interpretada por Leah)                                                                     | 3:25     |  |
| 6.                                          | «Despair»                                                                                             | 0:27     |  |
| 7.                                          | «Hybrid» (interpretada por Sawa)                                                                      | 3:04     |  |
| 8.                                          | «Fighting For Freedom»                                                                                | 2:06     |  |
| 9.                                          | «オーパーツ» ("Ooparts"; interpretada por Ayuko Tanaka & Mai Matsuda)                                 | 3:34     |  |
| 10.                                         | «Forebode»                                                                                            | 0:28     |  |
| 11.                                         | «Give Me All Your Love» (interpretada por Wakako)                                                     | 4:21     |  |
| 12.                                         | «サムデイ» ("Someday"; interpretada por Sawa)                                                         | 3:40     |  |
| 13.                                         | «Satisfy» (interpretada por Ayuko Tanaka)                                                             | 4:01     |  |
| 14.                                         | «Someday» (interpretada por Hanaeryca)                                                                | 3:39     |  |
| 15.                                         | «ツイスター» ("Twister"; interpretada por Mai Matsuda)                                                | 3:38     |  |
| 16.                                         | «Let's Get Together»                                                                                  | 0:17     |  |
| 17.                                         | «Slash and Slash» (renombrada "Slam Brothers" en la versión internacional)                            | 1:03     |  |
| 18.                                         | «Amnesia»                                                                                             | 0:49     |  |
| 19.                                         | «Rush Hour»                                                                                           | 0:34     |  |
| 20.                                         | «imprinting»                                                                                          | 1:07     |  |
| 21.                                         | «オワリハジマリ» ("Owari-Hajimari," en castellano "Fin-Principio"; interpretada por Cameron Strother) | 2:17     |  |
| 22.                                         | «psychedelic»                                                                                         | 2:24     |  |
| 23.                                         | «Game Over» (interpretada por Andy Kinlay)                                                            | 2:50     |  |
| 24.                                         | «Dancer In The Street»                                                                                | 0:34     |  |
| 25.                                         | «ハイブリッド» ("Hybrid"; interpretada por Nulie Nurly)                                               | 3:05     |  |
| 26.                                         | «Detonation» (interpretada por Londell "Taz" Hicks)                                                   | 2:33     |  |
| 27.                                         | «Black Market»                                                                                        | 0:33     |  |
| 28.                                         | «Junk Garage»                                                                                         | 1:27     |  |
| 29.                                         | «It Is Fashionable»                                                                                   | 0:34     |  |
| 30.                                         | «Noisy Noise»                                                                                         | 2:14     |  |
| 31.                                         | «Economical Shoppers»                                                                                 | 0:28     |  |
| 32.                                         | «Shibuya»                                                                                             | 2:08     |  |
| 33.                                         | «Make or Break» (interpretada por Hanaeryca)                                                          | 4:08     |  |
| 34.                                         | «Twister-Remix» (interpretada por Mai Matsuda)                                                        | 4:32     |  |
| 35.                                         | «Emptiness and» (Pista bonus sin nombre)                                                              | 3:03     |  |
| 36.                                         | «Twister-Gang-Mix» (interpretada por MJR; solo disponible en la versión de iTunes Store)              | 3:31     |  |

Además, Square Enix editó un EP titulado Subarashiki Konosekai + The World Ends with You (すばらしきこのせかい + The World Ends with You?) que contenía las canciones de la versión internacional del juego además de una versión en inglés de "Owari-Hajimari" y un remezcla de "Twister".
| Subarashiki Konosekai + The World Ends with You (EP) |                                                         |          |  |
| N.º                                                  | Título                                                  | Duración |  |
| 1.                                                   | «Déjà Vu» (interpretada por Joanna Koike)               | 4:07     |  |
| 2.                                                   | «Three Minutes Clapping» (interpretada por J.D. Camaro) | 3:10     |  |
| 3.                                                   | «The One Star» (interpretada por Cameron Strother)      | 3:26     |  |
| 4.                                                   | «Owari-Hajimari» (interpretada por Cameron Strother)    | 2:23     |  |
| 5.                                                   | «Transformation» (interpretada por Andy de "Sixpin")    | 3:21     |  |
| 6.                                                   | «Twister -The Twisters-» (interpretada por MJR & Sawa)  | 4:10     |  |

| Subarashiki Konosekai + The World Ends with You (álbum) |                                                                                          |          |  |
| N.º                                                     | Título                                                                                   | Duración |  |
| 1.                                                      | «Twister -Original ver-» (interpretada por Sawa)                                         | 2:14     |  |
| 2.                                                      | «Calling -1960s-» (interpretada por Leah)                                                | 4:04     |  |
| 3.                                                      | «Give Me All You Love -All my love-» (interpretada por Wakako)                           | 4:19     |  |
| 4.                                                      | «Long Dream -1980s-» (interpretada por Makiko Noda)                                      | 3:37     |  |
| 5.                                                      | «サムデイ -Unplugged-» ("Someday"; interpretada por Sawa)                                | 4:37     |  |
| 6.                                                      | «Make or Break -Black box-» (interpretada por Hanaeryca)                                 | 4:10     |  |
| 7.                                                      | «Game Over -Busy Dizzy and Lazy-» (interpretada por Andy Kinlay)                         | 2:53     |  |
| 8.                                                      | «オーパーツ -Give me a chance-» ("Ooparts"; interpretada por Ayuko Tanaka & Mai Matsuda) | 3:59     |  |
| 9.                                                      | «ハイブリッド -New born-» ("Hybrid"; interpretada por Nulie Nurly)                       | 4:09     |  |
| 10.                                                     | «Twister -That Power is Yet Unknown-» (interpretada por Sawa)                            | 3:56     |  |
| 11.                                                     | «Déjà vu» (interpretada por Joanna Koike)                                                | 4:10     |  |
| 12.                                                     | «Transformation» (interpretada por Andy from "Sixpin")                                   | 3:26     |  |
| 13.                                                     | «Three Minutes Clapping» (interpretada por J.D. Camaro)                                  | 3:15     |  |
| 14.                                                     | «Twister-Gang-Mix» (interpretada por MJR)                                                | 3:35     |  |
| 15.                                                     | «The One Star» (interpretada por Cameron Strother)                                       | 3:35     |  |
| 16.                                                     | «Owari-Hajimari» (interpretada por Cameron Strother)                                     | 3:30     |  |
| 17.                                                     | «Three Minutes Clapping -Live-» (interpretada por J.D. Camaro)                           | 3:22     |  |
| 18.                                                     | «Transformation -Transformed-» (interpretada por Andy de "Sixpin")                       | 3:45     |  |
| 19.                                                     | «Déjà vu -Discoteque-» (interpretada por Joanna Koike)                                   | 4:49     |  |

## Recepción
The World Ends with You recibió reseñas positivas y ha sido exitoso comercialmente. Game Informer le dio al juego el premio de juego portátil del mes por mayo del 2008. IGN le dio a The World Ends with You su premio de elegido por el editor,y lo nombró el juego de DS del mes de abril. En Japón, el juego fue el segundo título más vendido para Nintendo DS en la semana del 27 de julio de 2007. Casi 193,000 unidades fueron vendidas en Japón a finales de 2007. The World Ends with You vendió 43,000 copias durante abril de 2008 en Norteamérica. La primera partida del juego se agotó a mitades de mayo y una segunda partida fue hecha a mitades de junio de 2008. El juego fue el título de DS más vendido durante la semana de su salida y otra vez 2 semanas después. A la fecha del 30 de septiembre de 2008, The World Ends With You ha vendido aroximadamente 140,000 copias en Norteamérica y 20,000 copias en Europa.
Críticos elogiaron el distanciamiento con otros títulos populares de Square Enix como Final Fantasy y Kingdom Hearts series. Tanto la presentación gráfica como la banda sonora fueron muy bien recibidos. Reseñas también comentaron que, inicialmente, el diseño de personajes era demasiado similar a otros títulos de Square Enix y podían no agradarles a algunos aunque en el escenario de Shibuya encajaban absolutamente Algunos reseñadores se quejaron que el Stride Cross Battle System era demasiado complejo para nuevos jugadores; Eurogamer pensó que la importancia de aprender el complejo sistema de combate era un significante obstáculo para jugar el juego. GamePro notó que el Stylus era impreciso, muchas veces confundiendo los movimientos y los ataques. Asimismo, el sistema fue elogiado por su enfoque, y por la habilidad de alterar la dificultad del sistema dentro del juego. 1UP.com sumarizo que el juego era mucho más que la suma de sus partes: "Seria de esperarse que, The World Ends With You fuese un desastre molesto, un grupo de artilugios aburridos y repetidos clichés. Aun así todas las cosas que deberían ser insoportables caen en su lugar y crean un juego que es más que único, interesante, y adictivo que cualquier otro."
The World Ends with You ganó varias nominaciones de IGN.com, incluyendo mejor juego de rol para Nintendo DS, mejor historia para un juego de DS, mejor nueva IP para la DS, como mejor juego de Nintendo DS del año. También fue nominado para otros premios, incluyendo mejor banda sonora para juego de Nintendo DS y mejor diseño artístico para un juego de Nintendo DS.